# Kevin Kilbane
Kevin Daniel Kilbane (Preston, 1º febbraio 1977) è un ex calciatore irlandese, di ruolo difensore o centrocampista.

## Caratteristiche tecniche
Era in grado di ricoprire i ruoli di difensore laterale e esterno di centrocampo, prevalentemente a sinistra.

## Carriera

### Club
Kevin iniziò la sua carriera professionistica a 18 anni nel Preston. Le sue prestazioni attirarono l'interesse di numerosi club e alla fine venne acquistato dal West Bromwich nel 1997 per un milione di sterline. Nel dicembre del 1999 venne acquistato dal Sunderland per 2,5 milioni di sterline rendendolo il terzo acquisto più costoso della storia del club. Debuttò in un match contro il Southampton e fece l'assist per il gol vittoria di Kevin Phillips.
Dopo questo inizio ebbe un calo fisico che andò pari passo col calo della propria squadra e continuò con prestazioni altalenanti fino a quando, nell'estate del 2003, la rottura parve inevitabile. Così, nell'ultimo giorno del mercato estivo prima dell'inizio della stagione 2003-2004, Kilbane venne acquistato dall'Everton per circa un milione di sterline. Qui trovò un clima favorevole: i tifosi apprezzavano i suoi sforzi e questa fiducia rinvigorì Kilbane che dimostrò grande duttilità tecnico-tattica.
Le 3 stagioni al Goodison Park sono positive. Il 31 agosto 2006, Kilbane firmò un triennale con il Wigan che lo pagò circa 2 milioni di sterline. Segnò il suo primo gol con la maglia del Wigan il 15 aprile 2007 contro il Tottenham con un potente tiro dalla distanza. La seconda stagione fu proficua e Kilbane venne nominato "Miglior giocatore stagionale del Wigan 2008". Quando il Wigan acquistò Maynor Figueroa, a Kilbane vennero chiuse le porte di un posto da titolare e così, visto che il suo contratto sarebbe scaduto a fine stagione, egli firmò un contratto di 2 anni e mezzo con l'Hull City il 15 gennaio 2009. Al Wigan andarono 500.000 sterline. Ha segnato il suo primo gol in maglia dei Tigers in data 10 aprile 2010 contro il Burnley (sconfitta 1-4). Nell'estate 2012 passa a titolo definitivo al Coventry. Tuttavia la sua avventura dura poco in quanto l'8 dicembre 2012 annuncia il proprio ritiro dal calcio.

### Nazionale
Dopo avere giocato 9 partite (con 1 goal segnato) con l'Under-21 dell'Irlanda, Kilbane debuttò in Nazionale maggiore il 6 settembre del 1997 in un match contro l'Islanda. Venne convocato dall'ex CT Mick McCarthy per i Mondiali 2002 in cui l'Irlanda ottenne un buon risultato. Segnò l'11 ottobre 2006 con un tiro dalla distanza contro la Repubblica Ceca. Il 10 settembre 2008, con la presenza nella partita contro il Montenegro, ottenne la 50ª presenza consecutiva con la propria Nazionale, arrivando poi a portare la serie a 66 incontri consecutivi: solo Billy Wright ha un primato più lungo, 70 incontri. Il 14 ottobre 2009 in una partita contro il Montenegro raggiunse le 100 presenze in Nazionale. Lasciò la Nazionale nel 2011.
Vanta 110 presenze e 8 reti con la selezione irlandese, di cui è tra i primatisti di presenze.

## Statistiche

### Cronologia presenze e reti in Nazionale
| Cronologia completa delle presenze e delle reti in nazionale ― Irlanda | Cronologia completa delle presenze e delle reti in nazionale ― Irlanda | Cronologia completa delle presenze e delle reti in nazionale ― Irlanda | Cronologia completa delle presenze e delle reti in nazionale ― Irlanda | Cronologia completa delle presenze e delle reti in nazionale ― Irlanda | Cronologia completa delle presenze e delle reti in nazionale ― Irlanda | Cronologia completa delle presenze e delle reti in nazionale ― Irlanda | Cronologia completa delle presenze e delle reti in nazionale ― Irlanda |
| Data                                                                   | Città                                                                  | In casa                                                                | Risultato                                                              | Ospiti                                                                 | Competizione                                                           | Reti                                                                   | Note                                                                   |
| ---------------------------------------------------------------------- | ---------------------------------------------------------------------- | ---------------------------------------------------------------------- | ---------------------------------------------------------------------- | ---------------------------------------------------------------------- | ---------------------------------------------------------------------- | ---------------------------------------------------------------------- | ---------------------------------------------------------------------- |
| 6-9-1997                                                               | Reykjavík                                                              | Islanda                                                                | 2 – 4                                                                  | Irlanda                                                                | Qual. Mondiali 1998                                                    | -                                                                      | 46’                                                                    |
| 25-3-1998                                                              | Olomouc                                                                | Rep. Ceca                                                              | 2 – 1                                                                  | Irlanda                                                                | Amichevole                                                             | -                                                                      | 61’                                                                    |
| 22-4-1998                                                              | Dublino                                                                | Irlanda                                                                | 0 – 2                                                                  | Argentina                                                              | Amichevole                                                             | -                                                                      | 46’                                                                    |
| 28-4-1999                                                              | Dublino                                                                | Irlanda                                                                | 2 – 0                                                                  | Svezia                                                                 | Amichevole                                                             | -                                                                      | 46’                                                                    |
| 9-6-1999                                                               | Dublino                                                                | Irlanda                                                                | 1 – 0                                                                  | Macedonia                                                              | Qual. Euro 2000                                                        | -                                                                      | 61’                                                                    |
| 1-9-1999                                                               | Dublino                                                                | Irlanda                                                                | 2 – 1                                                                  | Jugoslavia                                                             | Qual. Euro 2000                                                        | -                                                                      |                                                                        |
| 4-9-1999                                                               | Zagabria                                                               | Croazia                                                                | 1 – 0                                                                  | Irlanda                                                                | Qual. Euro 2000                                                        | -                                                                      | 57’ 67’                                                                |
| 8-9-1999                                                               | Ta' Qali                                                               | Malta                                                                  | 2 – 3                                                                  | Irlanda                                                                | Qual. Euro 2000                                                        | -                                                                      | 66’                                                                    |
| 13-11-1999                                                             | Dublino                                                                | Irlanda                                                                | 1 – 1                                                                  | Turchia                                                                | Qual. Euro 2000                                                        | -                                                                      |                                                                        |
| 17-11-1999                                                             | Bursa                                                                  | Turchia                                                                | 0 – 0                                                                  | Irlanda                                                                | Qual. Euro 2000                                                        | -                                                                      |                                                                        |
| 23-2-2000                                                              | Dublino                                                                | Irlanda                                                                | 3 – 2                                                                  | Rep. Ceca                                                              | Amichevole                                                             | -                                                                      | 83’                                                                    |
| 26-4-2000                                                              | Dublino                                                                | Irlanda                                                                | 0 – 1                                                                  | Grecia                                                                 | Amichevole                                                             | -                                                                      |                                                                        |
| 30-5-2000                                                              | Dublino                                                                | Irlanda                                                                | 1 – 2                                                                  | Scozia                                                                 | Amichevole                                                             | -                                                                      | Ammonizione                                                            |
| 4-6-2000                                                               | Chicago                                                                | Messico                                                                | 2 – 2                                                                  | Irlanda                                                                | USA Cup 2000                                                           | -                                                                      | 40’                                                                    |
| 6-6-2000                                                               | Foxborough                                                             | Stati Uniti                                                            | 1 – 1                                                                  | Irlanda                                                                | USA Cup 2000                                                           | -                                                                      |                                                                        |
| 11-6-2000                                                              | East Rutherford                                                        | Sudafrica                                                              | 1 – 2                                                                  | Irlanda                                                                | USA Cup 2000                                                           | -                                                                      | 37’                                                                    |
| 2-9-2000                                                               | Amsterdam                                                              | Paesi Bassi                                                            | 2 – 2                                                                  | Irlanda                                                                | Qual. Mondiali 2002                                                    | -                                                                      | 79’                                                                    |
| 7-10-2000                                                              | Lisbona                                                                | Portogallo                                                             | 1 – 1                                                                  | Irlanda                                                                | Qual. Mondiali 2002                                                    | -                                                                      |                                                                        |
| 11-10-2000                                                             | Dublino                                                                | Irlanda                                                                | 2 – 0                                                                  | Estonia                                                                | Qual. Mondiali 2002                                                    | -                                                                      | 88’                                                                    |
| 15-11-2000                                                             | Dublino                                                                | Irlanda                                                                | 3 – 0                                                                  | Finlandia                                                              | Amichevole                                                             | 1                                                                      |                                                                        |
| 24-3-2001                                                              | Strovolos                                                              | Cipro                                                                  | 0 – 4                                                                  | Irlanda                                                                | Qual. Mondiali 2002                                                    | -                                                                      | 82’                                                                    |
| 28-3-2001                                                              | Barcellona                                                             | Andorra                                                                | 0 – 3                                                                  | Irlanda                                                                | Qual. Mondiali 2002                                                    | 1                                                                      | 85’                                                                    |
| 25-4-2001                                                              | Dublino                                                                | Irlanda                                                                | 3 – 1                                                                  | Andorra                                                                | Qual. Mondiali 2002                                                    | 1                                                                      |                                                                        |
| 2-6-2001                                                               | Dublino                                                                | Irlanda                                                                | 1 – 1                                                                  | Portogallo                                                             | Qual. Mondiali 2002                                                    | -                                                                      |                                                                        |
| 6-6-2001                                                               | Tallinn                                                                | Estonia                                                                | 0 – 2                                                                  | Irlanda                                                                | Qual. Mondiali 2002                                                    | -                                                                      |                                                                        |
| 15-8-2001                                                              | Dublino                                                                | Irlanda                                                                | 2 – 2                                                                  | Croazia                                                                | Amichevole                                                             | -                                                                      | 46’                                                                    |
| 1-9-2001                                                               | Dublino                                                                | Irlanda                                                                | 1 – 0                                                                  | Paesi Bassi                                                            | Qual. Mondiali 2002                                                    | -                                                                      |                                                                        |
| 6-10-2001                                                              | Dublino                                                                | Irlanda                                                                | 4 – 0                                                                  | Cipro                                                                  | Qual. Mondiali 2002                                                    | -                                                                      | 85’                                                                    |
| 10-11-2001                                                             | Dublino                                                                | Irlanda                                                                | 2 – 0                                                                  | Iran                                                                   | Qual. Mondiali 2002                                                    | -                                                                      |                                                                        |
| 15-11-2001                                                             | Teheran                                                                | Iran                                                                   | 1 – 0                                                                  | Irlanda                                                                | Qual. Mondiali 2002                                                    | -                                                                      | 82’                                                                    |
| 13-2-2002                                                              | Dublino                                                                | Irlanda                                                                | 2 – 0                                                                  | Russia                                                                 | Amichevole                                                             | -                                                                      | 46’                                                                    |
| 17-4-2002                                                              | Dublino                                                                | Irlanda                                                                | 2 – 1                                                                  | Stati Uniti                                                            | Amichevole                                                             | -                                                                      | 46’                                                                    |
| 16-5-2002                                                              | Dublino                                                                | Irlanda                                                                | 1 – 2                                                                  | Nigeria                                                                | Amichevole                                                             | -                                                                      | 60’                                                                    |
| 1-6-2002                                                               | Niigata                                                                | Camerun                                                                | 1 – 1                                                                  | Irlanda                                                                | Mondiali 2002 - 1º turno                                               | -                                                                      |                                                                        |
| 5-6-2002                                                               | Kashima                                                                | Irlanda                                                                | 1 – 1                                                                  | Germania                                                               | Mondiali 2002 - 1º turno                                               | -                                                                      |                                                                        |
| 11-6-2002                                                              | Yokohama                                                               | Irlanda                                                                | 3 – 0                                                                  | Arabia Saudita                                                         | Mondiali 2002 - 1º turno                                               | -                                                                      |                                                                        |
| 16-6-2002                                                              | Suwon                                                                  | Spagna                                                                 | 1 – 1 dts (3 – 2 dtr)                                                  | Irlanda                                                                | Mondiali 2002 - Ottavi di finale                                       | -                                                                      |                                                                        |
| 21-8-2002                                                              | Helsinki                                                               | Finlandia                                                              | 0 – 3                                                                  | Irlanda                                                                | Amichevole                                                             | -                                                                      | 46’                                                                    |
| 7-9-2002                                                               | Mosca                                                                  | Russia                                                                 | 4 – 2                                                                  | Irlanda                                                                | Qual. Euro 2004                                                        | -                                                                      | 85’                                                                    |
| 16-10-2002                                                             | Dublino                                                                | Irlanda                                                                | 1 – 2                                                                  | Svizzera                                                               | Qual. Euro 2004                                                        | -                                                                      | 61’                                                                    |
| 12-2-2003                                                              | Glasgow                                                                | Scozia                                                                 | 0 – 2                                                                  | Irlanda                                                                | Amichevole                                                             | 1                                                                      | 82’                                                                    |
| 29-3-2003                                                              | Tbilisi                                                                | Georgia                                                                | 1 – 2                                                                  | Irlanda                                                                | Qual. Euro 2004                                                        | -                                                                      |                                                                        |
| 2-4-2003                                                               | Tirana                                                                 | Albania                                                                | 0 – 0                                                                  | Irlanda                                                                | Qual. Euro 2004                                                        | -                                                                      |                                                                        |
| 30-4-2003                                                              | Dublino                                                                | Irlanda                                                                | 1 – 0                                                                  | Norvegia                                                               | Amichevole                                                             | -                                                                      | 85’                                                                    |
| 7-6-2003                                                               | Dublino                                                                | Irlanda                                                                | 2 – 1                                                                  | Albania                                                                | Qual. Euro 2004                                                        | -                                                                      | 76’                                                                    |
| 11-6-2003                                                              | Dublino                                                                | Irlanda                                                                | 2 – 0                                                                  | Georgia                                                                | Qual. Euro 2004                                                        | -                                                                      |                                                                        |
| 19-8-2003                                                              | Dublino                                                                | Irlanda                                                                | 2 – 1                                                                  | Australia                                                              | Amichevole                                                             | -                                                                      | 67’                                                                    |
| 6-9-2003                                                               | Dublino                                                                | Irlanda                                                                | 1 – 1                                                                  | Russia                                                                 | Qual. Euro 2004                                                        | -                                                                      | 81’                                                                    |
| 9-9-2003                                                               | Dublino                                                                | Irlanda                                                                | 2 – 2                                                                  | Turchia                                                                | Amichevole                                                             | -                                                                      |                                                                        |
| 11-10-2003                                                             | Basilea                                                                | Svizzera                                                               | 2 – 0                                                                  | Irlanda                                                                | Qual. Euro 2004                                                        | -                                                                      | 74’                                                                    |
| 18-11-2003                                                             | Dublino                                                                | Irlanda                                                                | 3 – 0                                                                  | Canada                                                                 | Amichevole                                                             | -                                                                      | 85’                                                                    |
| 18-2-2004                                                              | Dublino                                                                | Irlanda                                                                | 0 – 0                                                                  | Brasile                                                                | Amichevole                                                             | -                                                                      |                                                                        |
| 31-3-2004                                                              | Dublino                                                                | Irlanda                                                                | 2 – 1                                                                  | Rep. Ceca                                                              | Amichevole                                                             | -                                                                      | 8’                                                                     |
| 18-8-2004                                                              | Dublino                                                                | Irlanda                                                                | 1 – 1                                                                  | Bulgaria                                                               | Amichevole                                                             | -                                                                      |                                                                        |
| 4-9-2004                                                               | Dublino                                                                | Irlanda                                                                | 3 – 0                                                                  | Cipro                                                                  | Qual. Mondiali 2006                                                    | -                                                                      |                                                                        |
| 8-9-2004                                                               | Losanna                                                                | Svizzera                                                               | 1 – 1                                                                  | Irlanda                                                                | Qual. Mondiali 2006                                                    | -                                                                      |                                                                        |
| 9-10-2004                                                              | Saint-Denis                                                            | Francia                                                                | 0 – 0                                                                  | Irlanda                                                                | Qual. Mondiali 2006                                                    | -                                                                      |                                                                        |
| 13-10-2004                                                             | Dublino                                                                | Irlanda                                                                | 2 – 0                                                                  | Fær Øer                                                                | Qual. Mondiali 2006                                                    | -                                                                      |                                                                        |
| 16-11-2004                                                             | Dublino                                                                | Irlanda                                                                | 1 – 0                                                                  | Croazia                                                                | Amichevole                                                             | -                                                                      | cap. 77’                                                               |
| 9-2-2005                                                               | Dublino                                                                | Irlanda                                                                | 1 – 0                                                                  | Portogallo                                                             | Amichevole                                                             | -                                                                      | 46’                                                                    |
| 26-3-2005                                                              | Tel Aviv                                                               | Israele                                                                | 1 – 1                                                                  | Irlanda                                                                | Qual. Mondiali 2006                                                    | -                                                                      | 67’                                                                    |
| 29-3-2005                                                              | Dublino                                                                | Irlanda                                                                | 1 – 0                                                                  | Cina                                                                   | Amichevole                                                             | -                                                                      | 66’                                                                    |
| 4-6-2005                                                               | Dublino                                                                | Irlanda                                                                | 2 – 2                                                                  | Israele                                                                | Qual. Mondiali 2006                                                    | -                                                                      |                                                                        |
| 8-6-2005                                                               | Tórshavn                                                               | Fær Øer                                                                | 0 – 2                                                                  | Irlanda                                                                | Qual. Mondiali 2006                                                    | 1                                                                      |                                                                        |
| 17-8-2005                                                              | Dublino                                                                | Irlanda                                                                | 1 – 2                                                                  | Italia                                                                 | Amichevole                                                             | -                                                                      |                                                                        |
| 7-9-2005                                                               | Dublino                                                                | Irlanda                                                                | 0 – 1                                                                  | Francia                                                                | Qual. Mondiali 2006                                                    | -                                                                      | 79’                                                                    |
| 8-10-2005                                                              | Nicosia                                                                | Cipro                                                                  | 0 – 1                                                                  | Irlanda                                                                | Qual. Mondiali 2006                                                    | -                                                                      |                                                                        |
| 12-10-2005                                                             | Dublino                                                                | Irlanda                                                                | 0 – 0                                                                  | Svizzera                                                               | Qual. Mondiali 2006                                                    | -                                                                      |                                                                        |
| 1-3-2006                                                               | Dublino                                                                | Irlanda                                                                | 3 – 0                                                                  | Svezia                                                                 | Amichevole                                                             | -                                                                      | 60’                                                                    |
| 24-5-2006                                                              | Dublino                                                                | Irlanda                                                                | 0 – 1                                                                  | Cile                                                                   | Amichevole                                                             | -                                                                      |                                                                        |
| 16-8-2006                                                              | Dublino                                                                | Irlanda                                                                | 0 – 4                                                                  | Paesi Bassi                                                            | Amichevole                                                             | -                                                                      |                                                                        |
| 2-9-2006                                                               | Stoccarda                                                              | Germania                                                               | 1 – 0                                                                  | Irlanda                                                                | Qual. Euro 2008                                                        | -                                                                      | 77’                                                                    |
| 7-10-2006                                                              | Strovolos                                                              | Cipro                                                                  | 5 – 2                                                                  | Irlanda                                                                | Qual. Euro 2008                                                        | -                                                                      |                                                                        |
| 11-10-2006                                                             | Dublino                                                                | Irlanda                                                                | 1 – 1                                                                  | Rep. Ceca                                                              | Qual. Euro 2008                                                        | 1                                                                      | 10’ 79’                                                                |
| 15-11-2006                                                             | Dublino                                                                | Irlanda                                                                | 5 – 0                                                                  | San Marino                                                             | Qual. Euro 2008                                                        | -                                                                      | 79’                                                                    |
| 7-2-2007                                                               | Serravalle                                                             | San Marino                                                             | 1 – 2                                                                  | Irlanda                                                                | Qual. Euro 2008                                                        | 1                                                                      |                                                                        |
| 24-3-2007                                                              | Dublino                                                                | Irlanda                                                                | 1 – 0                                                                  | Galles                                                                 | Qual. Euro 2008                                                        | -                                                                      |                                                                        |
| 28-3-2007                                                              | Dublino                                                                | Irlanda                                                                | 1 – 0                                                                  | Slovacchia                                                             | Qual. Euro 2008                                                        | -                                                                      |                                                                        |
| 23-5-2007                                                              | New York                                                               | Ecuador                                                                | 1 – 1                                                                  | Irlanda                                                                | Amichevole                                                             | -                                                                      | cap. 79’                                                               |
| 26-5-2007                                                              | Foxborough                                                             | Bolivia                                                                | 1 – 1                                                                  | Irlanda                                                                | Amichevole                                                             | -                                                                      | cap. 66’                                                               |
| 22-8-2007                                                              | Aarhus                                                                 | Danimarca                                                              | 0 – 4                                                                  | Irlanda                                                                | Amichevole                                                             | -                                                                      | 62’                                                                    |
| 8-9-2007                                                               | Bratislava                                                             | Slovacchia                                                             | 2 – 2                                                                  | Irlanda                                                                | Qual. Euro 2008                                                        | -                                                                      |                                                                        |
| 12-9-2007                                                              | Praga                                                                  | Rep. Ceca                                                              | 1 – 0                                                                  | Irlanda                                                                | Qual. Euro 2008                                                        | -                                                                      |                                                                        |
| 13-10-2007                                                             | Dublino                                                                | Irlanda                                                                | 0 – 0                                                                  | Germania                                                               | Qual. Euro 2008                                                        | -                                                                      | 90+2’                                                                  |
| 17-10-2007                                                             | Dublino                                                                | Irlanda                                                                | 1 – 1                                                                  | Cipro                                                                  | Qual. Euro 2008                                                        | -                                                                      |                                                                        |
| 17-11-2007                                                             | Cardiff                                                                | Galles                                                                 | 2 – 2                                                                  | Irlanda                                                                | Qual. Euro 2008                                                        | -                                                                      |                                                                        |
| 6-2-2008                                                               | Dublino                                                                | Irlanda                                                                | 0 – 1                                                                  | Brasile                                                                | Amichevole                                                             | -                                                                      |                                                                        |
| 20-8-2008                                                              | Oslo                                                                   | Norvegia                                                               | 1 – 1                                                                  | Irlanda                                                                | Amichevole                                                             | -                                                                      |                                                                        |
| 6-9-2008                                                               | Magonza                                                                | Georgia                                                                | 1 – 2                                                                  | Irlanda                                                                | Qual. Mondiali 2010                                                    | -                                                                      |                                                                        |
| 10-9-2008                                                              | Podgorica                                                              | Montenegro                                                             | 0 – 0                                                                  | Irlanda                                                                | Qual. Mondiali 2010                                                    | -                                                                      |                                                                        |
| 15-10-2008                                                             | Dublino                                                                | Irlanda                                                                | 1 – 0                                                                  | Cipro                                                                  | Qual. Mondiali 2010                                                    | -                                                                      |                                                                        |
| 19-11-2008                                                             | Dublino                                                                | Irlanda                                                                | 2 – 3                                                                  | Polonia                                                                | Amichevole                                                             | -                                                                      |                                                                        |
| 11-2-2009                                                              | Dublino                                                                | Irlanda                                                                | 2 – 1                                                                  | Georgia                                                                | Qual. Mondiali 2010                                                    | -                                                                      |                                                                        |
| 28-3-2009                                                              | Dublino                                                                | Irlanda                                                                | 1 – 1                                                                  | Bulgaria                                                               | Qual. Mondiali 2010                                                    | -                                                                      |                                                                        |
| 1-4-2009                                                               | Bari                                                                   | Italia                                                                 | 1 – 1                                                                  | Irlanda                                                                | Qual. Mondiali 2010                                                    | -                                                                      |                                                                        |
| 6-6-2009                                                               | Sofia                                                                  | Bulgaria                                                               | 1 – 1                                                                  | Irlanda                                                                | Qual. Mondiali 2010                                                    | -                                                                      |                                                                        |
| 12-8-2009                                                              | Limerick                                                               | Irlanda                                                                | 0 – 3                                                                  | Australia                                                              | Amichevole                                                             | -                                                                      |                                                                        |
| 5-9-2009                                                               | Nicosia                                                                | Cipro                                                                  | 1 – 2                                                                  | Irlanda                                                                | Qual. Mondiali 2010                                                    | -                                                                      | 63’                                                                    |
| 10-10-2009                                                             | Dublino                                                                | Irlanda                                                                | 2 – 2                                                                  | Italia                                                                 | Qual. Mondiali 2010                                                    | -                                                                      |                                                                        |
| 14-10-2009                                                             | Dublino                                                                | Irlanda                                                                | 0 – 0                                                                  | Montenegro                                                             | Qual. Mondiali 2010                                                    | -                                                                      | [ 13 ]                                                                 |
| 14-11-2009                                                             | Dublino                                                                | Irlanda                                                                | 0 – 1                                                                  | Francia                                                                | Qual. Mondiali 2010                                                    | -                                                                      |                                                                        |
| 18-11-2009                                                             | Saint-Denis                                                            | Francia                                                                | 1 – 1 dts                                                              | Irlanda                                                                | Qual. Mondiali 2010                                                    | -                                                                      | 59’                                                                    |
| 2-3-2010                                                               | Dublino                                                                | Irlanda                                                                | 0 – 1                                                                  | Brasile                                                                | Amichevole                                                             | -                                                                      |                                                                        |
| 11-8-2010                                                              | Dublino                                                                | Irlanda                                                                | 0 – 1                                                                  | Argentina                                                              | Amichevole                                                             | -                                                                      | 56’                                                                    |
| 3-9-2010                                                               | Erevan                                                                 | Armenia                                                                | 0 – 1                                                                  | Irlanda                                                                | Qual. Euro 2012                                                        | -                                                                      |                                                                        |
| 7-9-2010                                                               | Dublino                                                                | Irlanda                                                                | 3 – 1                                                                  | Andorra                                                                | Qual. Euro 2012                                                        | 1                                                                      |                                                                        |
| 8-10-2010                                                              | Dublino                                                                | Irlanda                                                                | 2 – 3                                                                  | Russia                                                                 | Qual. Euro 2012                                                        | -                                                                      |                                                                        |
| 12-10-2010                                                             | Žilina                                                                 | Slovacchia                                                             | 1 – 1                                                                  | Irlanda                                                                | Qual. Euro 2012                                                        | -                                                                      |                                                                        |
| 26-3-2011                                                              | Dublino                                                                | Irlanda                                                                | 2 – 1                                                                  | Macedonia                                                              | Qual. Euro 2012                                                        | -                                                                      |                                                                        |
| 4-6-2011                                                               | Skopje                                                                 | Macedonia                                                              | 0 – 2                                                                  | Irlanda                                                                | Qual. Euro 2012                                                        | -                                                                      |                                                                        |
| Totale                                                                 |                                                                        | Presenze (4º posto)                                                    | 110                                                                    |                                                                        | Reti                                                                   | 8                                                                      |                                                                        |

## Palmarès

### Individuali
- Giocatore dell'anno della FAI: 1

2004

## Curiosità
- I tifosi irlandesi lo hanno soprannominato "Zinedine Kilbane", una storpiatura del nome del campione francese Zinédine Zidane.[15]